# Shaun Berne
Pas d'image ? Cliquez ici

a Compétitions nationales et continentales officielles uniquement.

b Matchs officiels uniquement.
Dernière mise à jour le 4 juillet 2018.
Shaun Edward Berne, né le 8 janvier 1979 à Sydney, est un joueur de rugby à XV australien, évoluant aux postes de demi d'ouverture, centre ou arrière (1,78 m pour 85 kg).

## Carrière

### En club
- Waratahs

Il a effectué six matchs de Super 12 en 2004 et douze en 2005.
Il participe au Super 14 en 2006, puis signe à Bath en 2007.

### En équipe nationale
Il a effectué deux matchs avec l'équipe A d'Australie en 2003.

## Palmarès

### En club
- 57 matchs de Super Rugby avec les Waratahs

### En équipe nationale
- Nombre de matchs avec l'Australie : 2 avec l’équipe A en 2003